# آن یونگ می
آن یونگ می (انگلیسی: Ahn Young-mi؛ زادهٔ ۵ نوامبر ۱۹۸۳) کمدین اهل کره جنوبی است. وی از سال ۲۰۰۴ میلادی تاکنون مشغول فعالیت بوده‌است.